# Julia Stinshoff
Julia Stinshoff (Bonn, 1974. december 27. –) német színésznő.

## Élete
Anyanyelvi szinten beszél angolul. Kezdetben egyáltalán nem gondolkozott a színészetben, anglisztikát, filozófiát, és valláselméletet tanult. 1997 és 1999 között járt a hamburgi Dráma iskolába. A Brémai egyetemen tanult filozófia szakon, emellett azonban már rendszeresen a bonni és hamburgi színházakban játszott. Jelenleg Hamburgban él.

## Filmográfia
| Év   | Magyar cím              | Eredeti cím                             | Szerep              |
| ---- | ----------------------- | --------------------------------------- | ------------------- |
| 2006 | Apáca a pácban          | Good Girl, Bad Girl                     | Vanessa/Maria       |
| 2004 |                         | Hai-Alarm auf Mallorca                  | Julia Bennet        |
| 2004 |                         | Liebe in der Warteschleife              | Susanne             |
| 2003 | Cobra 12 – Az új csapat | Alarm für Cobra 11 - Einsatz für Team 2 | Susanna von Landitz |
| 2002 | Mikulás a fal mögött    | Weihnachtsmann gesucht                  | Ellen               |